# Анжу, Пётр Фёдорович
Пётр Фёдорович Анжу́ (15 (26) февраля 1797, Вышний Волочёк — 12 (24) октября 1869, Санкт-Петербург) — русский адмирал (1866), член совета Министра государственных имуществ, полярный исследователь.

## Биография
Пётр Анжу родился 15 февраля 1796 или 1797 года в Вышнем Волочке Тверской губернии. Его дед Андриан-Жан Анжу был выходцем из Франции, часовщиком, поселившимся в Москве во второй половине XVIII века, отец надворный советник Фёдор Андреевич Анжу, принявший российское подданство, служил по медицинской части уездным врачом в Вышнем Волочке. Мать — Екатерина Анжу, дочь статского советника Швенцова. В семье также были старший брат Андрей и младшие сёстры: Мария и Александра. Отец мечтал о медицинской карьере Петра, но тот не переносил вида крови. Потому в 1806 году Пётр Анжу был направлен в Петербург и воспитывался в частном пансионе Дмитрия Сорокина, где готовился к поступлению в Морской корпус.
В 1808 году поступил в Морском кадетском корпусе, ежегодно плавал на военных судах в Финском заливе, окончил корпус вторым по успеваемости и 12 июля 1815 года был произведён в мичманы. По окончании корпуса Петр Анжу и Фердинанд Врангель (друг и соперник Анжу по учёбе, окончивший корпус первым в выпуске) были направлены в Ревель, а летом 1816 года оба плавали на 44-пушечном фрегате «Автроил».
В 1817—1818 годах сделал переход от Кронштадта до Кадиса, в эскадре капитана Моллера на фрегате «Автроил», проданном тогда же, в числе прочих судов эскадры, испанскому правительству.
Масон. Посвящён в масонство в петербургской ложе «Александра к коронованному пеликану» в конце 1819 — начале 1820 года.
Произведённый 1 января 1820 года в лейтенанты, Анжу в качестве начальника Усть-Янской полярной экспедиции, участвовал в 1820—1824 годах при описи части северного берега Сибири, с прилежащими к ней островами: Ляховскими, Котельным, Фаддеевским, Новою Сибирью и другими. Записки, ведённые им об этой экспедиции, и всё относящиеся до неё бумаги погибли в 1837 году при пожаре дома Анжу на Васильевском острове. Результаты этой экспедиции изложены в VII части «Записок Гидрографического департамента». Впервые на основании астрономически определённых пунктов экспедицией была снята точная карта северного побережья Сибири от Оленёка до Индигирки и было доказано, что на север от островов Котельного, Фаддеевского и Новой Сибири никакой земли не существует. Во время экспедиции он прошёл около 14 тысяч километров, показав, что опись берегов можно вести с моря и со льда в зимнее время, впервые изучил состояние льдов в море Лаптевых.
За понесённые в Сибирской экспедиции труды Анжу был произведён в капитан-лейтенанты, награждён орденом св. Владимира 4-й степени, прибавочным жалованьем по чину лейтенанта, а время пребывания в экспедиции положено считать двойной службой к получению ордена св. Георгия за морские кампании.
В 1825—1826 годах Анжу участвовал в военно-учёной экспедиции при описании северо-восточного берега Каспийского и западного берега Аральского морей под начальством полковника Ф. Ф. Берга, причём вместе с Загоскиным и Дюгамелем произвёл барометрическую нивелировку по направлению от Мёртвого Култука до залива Дуананы Кулама на западном берегу Аральского моря. Во время этой экспедиции Анжу неоднократно принимал участие в стычках с хивинцами и неподвластными России казахами. За нивелировку Аральского моря был награждён орденом св. Анны 2-й степени.
В 1827 году на корабле «Гангут» под командой капитана 2-го ранга Авинова, руководя действиями корабельной артиллерии, Анжу участвовал в Наваринском сражении, был ранен в голову, но оставался в строю до конца сражения, за что 21 декабря 1827 года награждён орденом св. Георгия 4-го класса (№ 4138 по кавалерскому списку Григоровича — Степанова), годовым окладом жалованья и греческим орденом Спасителя золотого креста.
По возвращении из Архипелага назначен командиром гардемаринской роты Морского кадетского корпуса, в декабре 1832 года произведён в капитаны 2-го ранга.
С 1832 года командовал фрегатом «Екатерина» и с 1833 по 1842 год — кораблём «Фершампенуаз», в 1837 году — отрядом из трёх фрегатов в практическом плавании с гардемаринами. Произведённый в 1836 году в капитаны 1-го ранга, Анжу в 1843 году был награждён орденом св. Владимира 3-й степени.

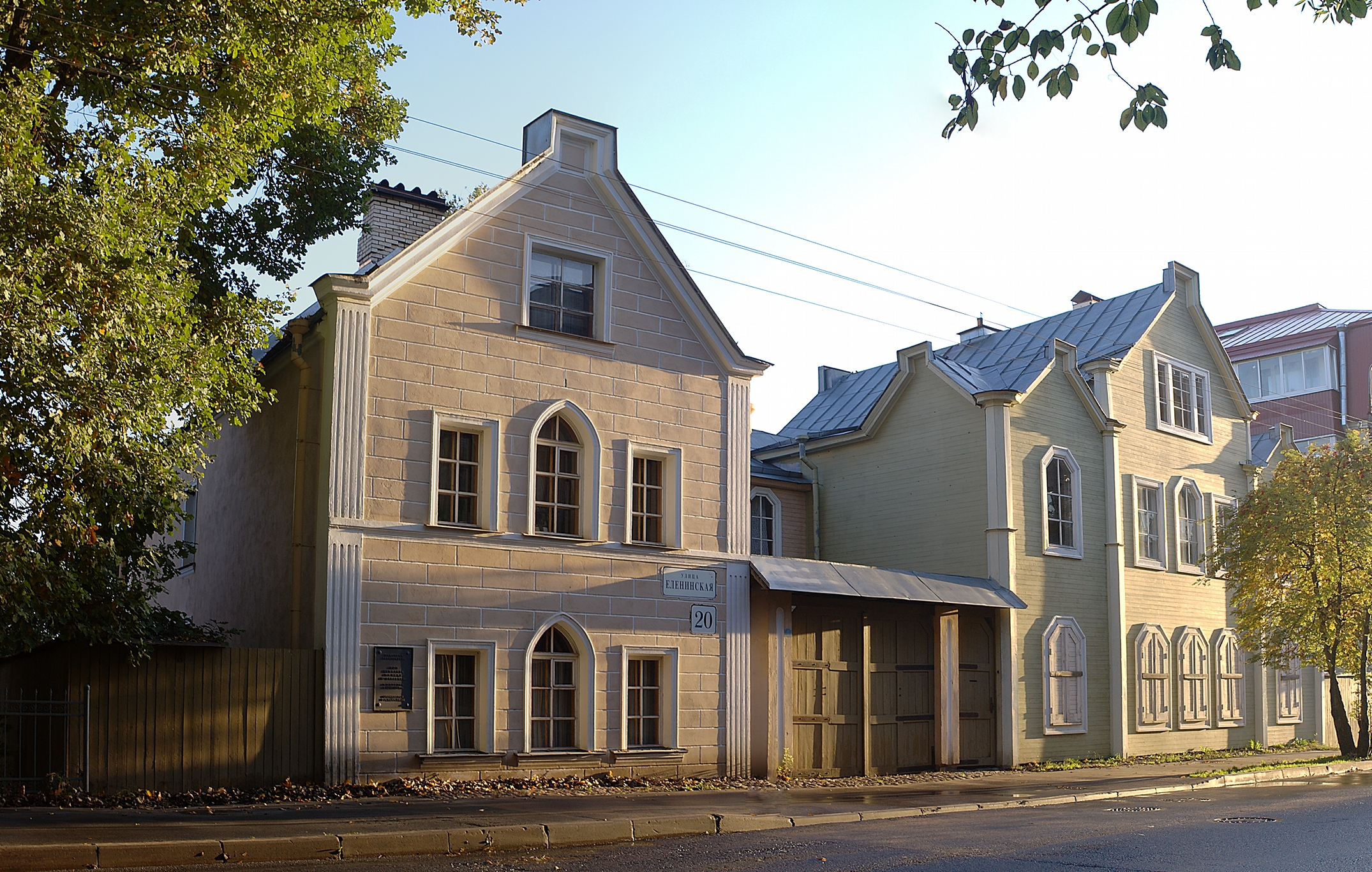
Дом Петра Анжу в Ораниенбауме. Фото 2013 года

В 1844 году призван на административное поприще, на котором и окончил свою разнообразную деятельность в чине адмирала. Действительный член Русского географического общества с 19 сентября (1 октября) 1845 года.
Со времени производства в контр-адмиралы (26 марта 1844 года) Анжу последовательно занимал должности: капитана над Кронштадтским портом (до 1859 года), непременного члена Морского учёного комитета (с 6 декабря 1849 года), председателя Временного комитета для составления нового портового регламента и в учреждённом при Морском министерстве комитете по составлению положения о призах; директора департамента корабельных лесов (с 19 января 1855 года по 1 января 1860 года) и члена совета Министерства государственных имуществ (с 1 января 1860 года по 12 октября 1869 года). Анжу состоял, кроме того, почётным членом Морского учёного комитета.
6 декабря 1854 года произведён в вице-адмиралы и 1 января 1866 года в полные адмиралы.
Умер 12 октября 1869 года в Санкт-Петербурге, похоронен на Смоленском евангелическом кладбище.

## Семья
С 1828 года был женат на воспитаннице П. И. Рикорда Ксении Ивановне Логиновой (1807—1870), вдове английского путешественника, шотландского капитана лорда Джона Дундаса Кокрена (1793—1825). 
В браке родились:
- Пётр (1832—1876), также служил в российском военно-морском флоте и был известным гидрографом;
- Людмила (1834—1897), замужем за бар. В. В. Штейнгейлем),
- Павел (умер в раннем детстве от золотухи),
- Александра (1839—1888), замужем за В. В. Нотбеком),
- Елизавета (1841—?),
- Фёдор (1842—1858),
- Иван (1844—1885),
- Екатерина (1847—1850)
- Николай (1852—1900).

## Награды
Среди прочих наград имел ордена Св. Станислава 1-й степени (1847 год), Св. Анны 1-й степени (26 августа 1856 года, императорская корона к этому ордену пожалована 17 апреля 1858 года), Св. Владимира 2-й степени (17 апреля 1863 года), Белого орла (21 июня 1865 года, за беспорочную выслугу 50 лет в офицерских чинах).

## Память
Имя Анжу присвоено северной группе Новосибирских островов (от Котельного до Новой Сибири) (по другим данным — в честь П. П. Анжу помимо мыса в Японском море назван ещё и полуостров (на полуострове Корея), а в честь П. Ф. Анжу назван (вдобавок к островам) мыс на острове Котельный (море Лаптевых, Новосибирские острова)).